# Tired of Being Sorry
Tired of Being Sorry, conosciuto sul mercato in lingua spagnola con il titolo Amigo vulnerable, è il secondo singolo internazionale estratto dall'album Insomniac, pubblicato nel 2007 da Enrique Iglesias, ed è una cover dell'omonimo brano dei Ringside. 
Fu un successo in diversi paesi europei in cui fu un top 10. Nel 2008, la canzone fu anche registrata come duetto bilingue con la cantante francese Nâdiya sotto il titolo Tired of Being Sorry (laisse le destin l'emporter) ed è diventato un successo in Francia e in Belgio dove raggiunse la prima posizione delle classifiche di singoli.

## Tracce
CD singolo
1. Tired of Being Sorry (main version) — 4:01
2. Tired of Being Sorry (Ean Sugarman & Funky Junction guitar mix) — 7:17

CD singolo (con Nâdiya)
1. Tired of Being Sorry (Laisse le destin l'emporter) — 4:01
2. Tired of Being Sorry (Laisse le destin l'emporter) (album version) — 4:34
3. Tired of Being Sorry (original English version) by Enrique Iglesias — 4:05
4. Amigo vulnerable (Spanish version) by Enrique Iglesias — 4:00

Download digitale
1. Tired of Being Sorry (main version) — 4:01
2. Tired of Being Sorry (Laisse le destin l'emporter) — 4:01
3. Tired of Being Sorry (Laisse le destin l'emporter) (album version) — 4:34

CD maxi - Promo
1. Tired of Being Sorry (radio edit) — 4:01
2. Tired of Being Sorry (Ean Sugarman & Funky Junction club mix) — 7:03
3. Tired of Being Sorry (Ean Sugarman & Funky Junction guitar mix) — 7:18
4. Tired of Being Sorry (Dummies remix) — 7:05
5. Tired of Being Sorry (Ean Sugarman & Funky Junction dub) — 8:04
6. Tired of Being Sorry (Ean Sugarman & Funky Junction club edit) — 4:29
7. Tired of Being Sorry (Ean Sugarman & Funky Junction guitar edit) — 4:29

CD singolo - Promo
1. Tired of Being Sorry — 4:01
2. Amigo vulnerable — 4:01

## Classifiche
Versione originale
| Paese (2007)      | Posizione raggiunta |
| ----------------- | ------------------- |
| Belgio (Fiandre)  | 9                   |
| Canada            | 71                  |
| Danimarca         | 14                  |
| Olanda            | 3                   |
| Finlandia         | 1                   |
| Ungheria          | 7                   |
| Irlanda           | 12                  |
| Regno Unito       | 20                  |
| Romania           | 1                   |
| Russia            | 7                   |
| Russia (Mosca)    | 5                   |
| Svezia            | 16                  |
| Turchia           | 1                   |
| Paese (2008)      | Peak position       |
| Belgio (Vallonia) | 32                  |
| Germania          | 46                  |

Versione con Nâdiya
| Paese (2008)       | Posizione raggiunta |
| ------------------ | ------------------- |
| Belgio (Vallonia)  | 1                   |
| Francia (airplay)  | 5                   |
| Francia (digitale) | 3                   |
| Francia            | 1                   |
| Svizzera           | 6                   |

## Vendite
| Paese   | Certificazione | Data             | Vendite certificate | Vendite fisiche    | Vendite digitali  |
| ------- | -------------- | ---------------- | ------------------- | ------------------ | ----------------- |
| Belgio  | Oro            | 27 dicembre 2008 | 25,000              |                    |                   |
| Francia | Oro            | 18 dicembre 2008 | 200,000             | 286,220 (nel 2008) | 44,870 (nel 2008) |